# What I Want
"What I Want" é o terceiro single da banda americana Daughtry do seu álbum de estreia. O single foi liberada nos EUA em 23 de abril de 2007. A canção conta com a participação do guitarrista Slash.
"What I Want" está no video game Guitar Hero: On Tour para Nintendo DS.

## Paradas musicais
| Paradas (2007)                             | Melhor posição |
| ------------------------------------------ | -------------- |
| Canadá (Canadian Hot 100)                  | 93             |
| Canadá (Billboard Rock)                    | 7              |
| Estados Unidos (Billboard Mainstream Rock) | 6              |